# Zbraslav (district de Brno-Campagne)
Pour les articles homonymes, voir Zbraslav.
Zbraslav (en allemand : Sbraslaus) est une commune du district de Brno-Campagne, dans la région de Moravie-du-Sud, en République tchèque. Sa population s'élevait à 1 240 habitants en 2020.

## Géographie
Zbraslav se trouve à 9 km à l'ouest-nord-ouest de Rosice, à 23 km à l'ouest-nord-ouest de Brno et à 165 km au sud-est de Prague.
La commune est limitée par Zálesná Zhoř au nord, par Rudka et Litostrov à l'est, par Příbram na Moravě au sud, et par Újezd u Rosic et Stanoviště à l'ouest.

## Histoire
La première mention écrite de la localité date de 1222.